# Petrus Seehausen
Petrus Seehausen (auch Sehusen oder Zehusen oder Peter Seehausen; * in Leipzig; † 1464 in Altenburg) war Notar und Kleriker der Diözese Merseburg. Ab dem Wintersemester 1422 studierte er an der Universität Leipzig. Er erwarb mehrere akademische Grade, seinen Baccalarius (1428), Magister (1438) und Decretorum baccalarius (1443). Von 1443 bis 1460 war er Rektor der Thomasschule zu Leipzig. Im Jahr 1445 wurde er Vizekanzler und ab dem 16. Oktober 1455 Rektor der Leipziger Universität. 1456 war er Dekan, vermutlich der Juristenfakultät, an der er als Ordinarius tätig war. Er gehörte zum Freundeskreis von Dietrich III. von Bocksdorf, dem Bischof von Naumburg. Seehausen beurkundete auch dessen erstes Testament.